# Classifica dei marcatori della Eredivisie
Di seguito è riportata la classifica dei giocatori che nella storia della é Eredivisie hanno realizzato almeno 100 reti. L'elenco tiene conto dei campionati a partire dal 1888-1889 fino ad oggi. In grassetto sono riportati i calciatori tuttora militanti in Eredivisie e i club per i quali giocano.

## Lista dei migliori marcatori in assoluto
Elenco aggiornato al 3 maggio 2025..
| Pos. | Naz.                   | Nome                       | Reti | Pres. | Media | Reti per squadra                                                         |
| ---- | ---------------------- | -------------------------- | ---- | ----- | ----- | ------------------------------------------------------------------------ |
| 1    | Paesi Bassi (bandiera) | Willy van der Kuijlen      | 311  | 544   | 0.57  | MVV, PSV                                                                 |
| 2    | Paesi Bassi (bandiera) | Ruud Geels                 | 265  | 393   | 0.67  | Telstar, Go Ahead Eagles, N.E.C., Sparta Rotterdam, Ajax, PSV, Feyenoord |
| 3    | Paesi Bassi (bandiera) | Johan Cruyff               | 218  | 308   | 0.71  | Ajax, Feyenoord                                                          |
| 4    | Paesi Bassi (bandiera) | Kees Kist                  | 213  | 372   | 0.57  | AZ Alkmaar                                                               |
| 5    | Paesi Bassi (bandiera) | Tonny van der Linden       | 205  | 319   | 0.64  | DOS                                                                      |
| 6    | Paesi Bassi (bandiera) | Henk Groot                 | 198  | 283   | 0.70  | Ajax, Feyenoord                                                          |
| 7    | Paesi Bassi (bandiera) | Luuk de Jong               | 191  | 334   | 0.57  | De Graafschap, Twente, PSV                                               |
| 8    | Paesi Bassi (bandiera) | Peter Houtman              | 179  | 339   | 0.53  | ADO Den Haag, Sparta Rotterdam, Groningen, Feyenoord                     |
| 9    | Paesi Bassi (bandiera) | Leo van Veen               | 175  | 491   | 0.36  | Utrecht, Ajax                                                            |
| 10   | Paesi Bassi (bandiera) | Sjaak Swart                | 174  | 463   | 0.38  | Ajax                                                                     |
| 11   | Paesi Bassi (bandiera) | Cor van der Gijp           | 159  | 213   | 0.75  | Feyenoord                                                                |
| 12   | Paesi Bassi (bandiera) | Wim Kieft                  | 158  | 266   | 0.59  | PSV, Ajax                                                                |
| 13   | Paesi Bassi (bandiera) | Klaas-Jan Huntelaar        | 154  | 233   | 0.66  | De Graafschap, Ajax, PSV, Heerenveen                                     |
| 14   | Paesi Bassi (bandiera) | Dirk Kuyt                  | 153  | 324   | 0.47  | Utrecht, Feyenoord                                                       |
| 15   | Paesi Bassi (bandiera) | Henk Bosveld               | 152  | 361   | 0.42  | Sparta Rotterdam, Twente, Vitesse                                        |
|      | Norvegia (bandiera)    | Hallvar Thoresen           | 152  | 314   | 0.48  | Twente, PSV                                                              |
| 17   | Paesi Bassi (bandiera) | John Bosman                | 147  | 304   | 0.48  | AZ Alkmaar, Twente, Ajax, PSV                                            |
| 18   | Paesi Bassi (bandiera) | Willy Brokamp              | 146  | 352   | 0.41  | MVV, Ajax                                                                |
| 19   | Paesi Bassi (bandiera) | Piet Keizer                | 145  | 364   | 0.40  | Ajax                                                                     |
| 20   | Paesi Bassi (bandiera) | Lex Schoenmaker            | 144  | 395   | 0.36  | ADO Den Haag, Feyenoord                                                  |
| 21   | Paesi Bassi (bandiera) | Cees van Kooten            | 134  | 385   | 0.35  | Go Ahead Eagles, Zwolle, Telstar                                         |
| 22   | Paesi Bassi (bandiera) | Piet Kruiver               | 133  | 234   | 0.57  | Feyenoord, PSV, DWS                                                      |
|      | Paesi Bassi (bandiera) | Jan Vennegoor of Hesselink | 133  | 315   | 0.42  | PSV, Twente                                                              |
| 24   | Svezia (bandiera)      | Ove Kindvall               | 128  | 144   | 0.89  | Feyenoord                                                                |
|      | Paesi Bassi (bandiera) | Marco van Basten           | 128  | 133   | 0.96  | Ajax                                                                     |
| 26   | Paesi Bassi (bandiera) | Theo de Jong               | 127  | 374   | 0.34  | Feyenoord, Roda JC, Den Bosch, N.E.C.                                    |
|      | Paesi Bassi (bandiera) | Martin van Geel            | 127  | 403   | 0.32  | Feyenoord, Ajax, Roda JC, Willem II                                      |
|      | Paesi Bassi (bandiera) | Willem van Hanegem         | 127  | 494   | 0.26  | Feyenoord, Utrecht, AZ Alkmaar, Xerxes                                   |
| 29   | Paesi Bassi (bandiera) | Piet Keur                  | 126  | 300   | 0.42  | Feyenoord, Heerenveen, Twente, Haarlem, SVV                              |
|      | Paesi Bassi (bandiera) | Ronald Koeman              | 126  | 342   | 0.37  | Feyenoord, PSV, Ajax, Groningen                                          |
| 31   | Paesi Bassi (bandiera) | Pierre van Hooijdonk       | 125  | 191   | 0.65  | Feyenoord, Vitesse, NAC Breda                                            |
| 32   | Paesi Bassi (bandiera) | Gerald Vanenburg           | 124  | 381   | 0.33  | PSV, Ajax, Utrecht                                                       |
| 33   | Paesi Bassi (bandiera) | Klaas Nuninga              | 121  | 328   | 0.37  | Ajax, Groningen, DWS                                                     |
| 34   | Paesi Bassi (bandiera) | Coen Dillen                | 120  | 132   | 0.91  | PSV                                                                      |
| 35   | Serbia (bandiera)      | Dušan Tadić                | 119  | 295   | 0.40  | Ajax, Twente, Groningen                                                  |
|      | Paesi Bassi (bandiera) | René van de Kerkhof        | 119  | 377   | 0.32  | PSV, Twente                                                              |
| 37   | Paesi Bassi (bandiera) | Dick Nanninga              | 118  | 261   | 0.45  | Roda JC, MVV                                                             |
| 38   | Ghana (bandiera)       | Matthew Amoah              | 117  | 310   | 0.38  | Heerenveen, Vitesse, NAC Breda, Heracles Almelo, Fortuna Sittard         |
| 39   | Paesi Bassi (bandiera) | Steven Berghuis            | 116  | 348   | 0.33  | Feyenoord, Twente, AZ Alkmaar, VVV-Venlo, Ajax                           |
| 40   | Paesi Bassi (bandiera) | Leo Canjels                | 114  | 148   | 0.77  | NAC Breda                                                                |
|      | Svizzera (bandiera)    | Blaise Nkufo               | 114  | 223   | 0.51  | Twente                                                                   |
| 42   | Paesi Bassi (bandiera) | Henk Wery                  | 113  | 367   | 0.31  | Feyenoord, Utrecht, DWS                                                  |
| 43   | Danimarca (bandiera)   | Jon Dahl Tomasson          | 112  | 237   | 0.47  | Feyenoord, Heerenveen                                                    |
| 44   | Paesi Bassi (bandiera) | Henny Meijer               | 111  | 328   | 0.34  | Heerenveen, Ajax, Roda JC, Groningen, De Graafschap, Volendam, Cambuur   |
| 45   | Belgio (bandiera)      | Luc Nilis                  | 110  | 164   | 0.67  | PSV                                                                      |
| 45   | Paesi Bassi (bandiera) | Bryan Linssen              | 110  | 353   | 0.31  | Feyenoord, Vitesse, Groningen, Heracles Almelo, VVV-Venlo, N.E.C.        |
| 47   | Paesi Bassi (bandiera) | Dick van Dijk              | 109  | 149   | 0.73  | Ajax, Twente                                                             |
|      | Paesi Bassi (bandiera) | Jacques Visschers          | 109  | 251   | 0.43  | NAC Breda                                                                |
| 49   | Paesi Bassi (bandiera) | André Hoekstra             | 106  | 317   | 0.33  | Feyenoord, RKC Waalwijk                                                  |
| 50   | Serbia (bandiera)      | Mateja Kežman              | 105  | 122   | 0.86  | PSV                                                                      |
|      | Danimarca (bandiera)   | Kenneth Perez              | 105  | 325   | 0.32  | PSV, Ajax, Twente, AZ Alkmaar, MVV                                       |
|      | Paesi Bassi (bandiera) | Frans Rutten               | 105  | 213   | 0.49  | Roda JC, Fortuna '54, MVV                                                |
|      | Paesi Bassi (bandiera) | Carol Schuurman            | 105  | 166   | 0.63  | ADO Den Haag                                                             |
| 54   | Lussemburgo (bandiera) | Spitz Kohn                 | 104  | 191   | 0.54  | Twente, Fortuna '54                                                      |
|      | Paesi Bassi (bandiera) | John van Loen              | 104  | 313   | 0.33  | Feyenoord, Ajax, Roda JC, Utrecht                                        |
| 56   | Paesi Bassi (bandiera) | Chris Coenen               | 103  | 342   | 0.30  | Fortuna '54, Fortuna Sittard, MVV                                        |
|      | Danimarca (bandiera)   | John Eriksen               | 103  | 175   | 0.59  | Roda JC, Feyenoord                                                       |
| 58   | Paesi Bassi (bandiera) | Dennis Bergkamp            | 102  | 186   | 0.55  | Ajax                                                                     |
|      | Paesi Bassi (bandiera) | Hans Gillhaus              | 102  | 237   | 0.43  | PSV, Vitesse, AZ Alkmaar, Den Bosch                                      |
|      | Paesi Bassi (bandiera) | Ronald Lengkeek            | 102  | 240   | 0.43  | Sparta Rotterdam                                                         |
|      | Paesi Bassi (bandiera) | Harry Lubse                | 102  | 320   | 0.32  | PSV, Helmond Sport                                                       |
| 62   | Paesi Bassi (bandiera) | Jan Jeuring                | 101  | 326   | 0.31  | Twente                                                                   |
| 63   | Paesi Bassi (bandiera) | Arnold Bruggink            | 100  | 310   | 0.32  | Heerenveen, PSV, Twente                                                  |
|      | Paesi Bassi (bandiera) | Rick Hoogendorp            | 100  | 241   | 0.41  | RKC Waalwijk, ADO Den Haag                                               |